# Kortslutning
Kortslutning è l'album di debutto della cantante danese Celina Ree, pubblicato il 6 ottobre 2008 su etichetta discografica Copenhagen Records.
L'album ha debuttato al diciassettesimo posto nella classifica settimanale degli album più venduti in Danimarca ed è rimasto in classifica per otto settimane non consecutive, fino a scomparire definitivamente a giugno dell'anno successivo.

## Tracce
CD e download digitale
1. Adrenalin – 3:04
2. Kortslutning – 3:32
3. 12. time – 3:37
4. Se dig selv i mig – 3:39
5. Mørkeræd – 3:41
6. Savner dig sindssygt – 3:55
7. Når du rør ved mig – 3:28
8. I sort – 4:10
9. Tænd et lys – 3:34
10. Sig nu hvad du vil sige – 4:05
11. Evighed – 2:58

## Classifiche
| Classifica (2008) | Posizione massima |
| ----------------- | ----------------- |
| Danimarca         | 17                |